# 国際連合安全保障理事会決議1590
国際連合安全保障理事会決議1590（こくさいれんごうあんぜんほしょうりじかいけつぎ1590、英: United Nations Security Council Resolution 1590）は、2005年3月24日に国際連合安全保障理事会で採択されたスーダン・ダルフール情勢に関する決議。略称はUNSCR1590。

## 概要
国連安保理決議1590は、ダルフール情勢の解決を求める一連の決議のひとつで、ダルフール和平協定（Darfur Peace Agreement）の早期かつ実効的な履行を確保する目的で国際連合スーダン派遣団（UN Mission in Sudan, UNMIS）の設置を決定するもの。UNMISの任務は6ヵ月間とされ、その初期構成は10,000人からなることが決定された。本決議は全会一致で採択された。

## 主な内容
- 初期活動期限を6ヵ月とする国連スーダンミッション（UNMIS;UN Mission in Sudan）の設立を決定し、さらにUMNISは最大10,000人の兵士と警察官715名を含む文民の構成員から構成されるものと決定
- UNMISに対し、アフリカ連合スーダンミッション（AMIS;AU Mission in Sudan）と密な連携を保つことを要請
- 事務総長に、国際連合事務総長特別代表を通じて、スーダン国内で既に活動している他の国連諸機関の活動と協力するよう要請
- UNMISへの活動委任内容は以下のものとすることを決定

1. 包括的和平合意（ダルフール和平協定）履行の支援
2. 難民の自発的帰還の促進と調整
3. 包括的和平合意への支援
4. スーダンにおける人権状況の促進に対する国際的努力への貢献

- すべての関係諸勢力に対して、UNMISの展開と活動に全面的に協力することを要請
- ダルフールにおける衝突に関して軍事的解決は認められないことを強調
- UNAMISのすべての機能をUNMISに移管することを事務総長に要請
- 事務総長に対し包括的和平合意の履行状況に関して定期的に報告することを要請
- 事務総長に対しダルフール情勢に関し月に１度報告を行うことを要請